# Ducto ejaculatório
Os ductos ejaculatórios ou canais ejaculadores (ductus  ejaculatorii) são um par de estruturas que fazem parte do sistema reprodutor masculino e causam a ação de emissão, em que os espermatozoides são depositados na uretra prostática. Têm início na estrutura denominada ductos deferentes, penetram na próstata e abrem-se um em cada orifício, de cada lado do utrículo na uretra prostática. À emissão, em que se misturam os componentes do sêmen na uretra prostática, segue-se a ejaculação. Durante a ejaculação, o sêmen é expulso da uretra prostática pela contração rítmica da musculatura perineal, que o impele pelo restante da uretra em direcção à extremidade do pênis.